# 佐和山城之戰
佐和山城之戰是元龜元年（1570年）7月-元龜2年（1571年）2月期間，織田氏攻擊淺井氏在近江國佐和山城的戰事，結果淺井家的佐和山城主磯野員昌投降織田家。

## 戰況
織田信長在姊川之戰聯合德川家康，擊敗淺井氏跟朝倉氏的聯軍後，安排木下藤吉郎入主橫山城，織田信長隨後率領3萬5千人出發，在7月1日領軍攻打磯野員昌所鎮守的佐和山城，磯野員昌帳下的城兵僅有2百人，織田信長的先鋒部隊以弓矢、火绳枪襲擊城池，磯野員昌跟高宮三河守努力鼓舞城兵抗敵，而一時未陷落。

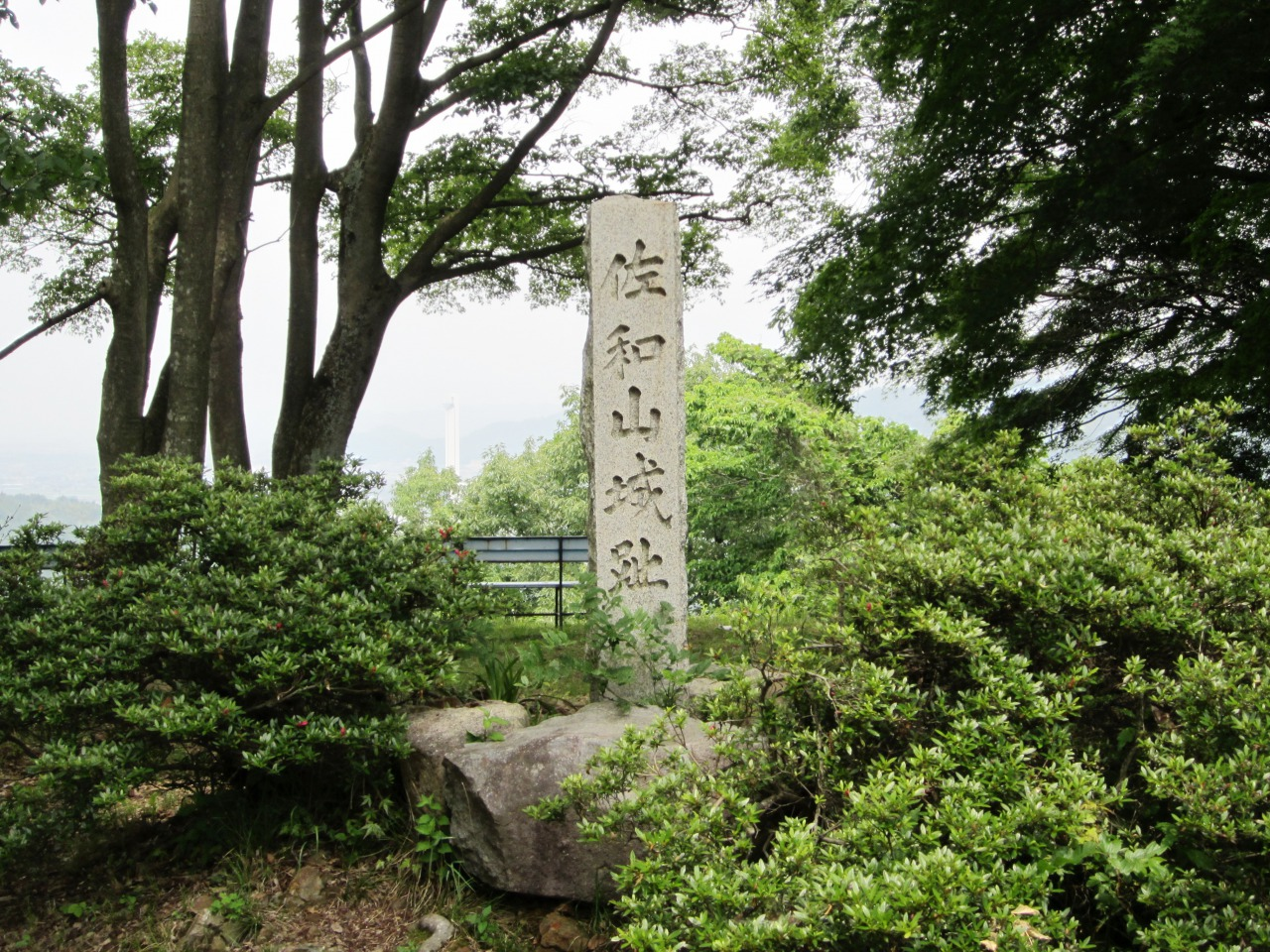
本丸的佐和山城跡碑

在佐和山的四周架設鹿垣，在城東的百百屋敷築砦，安排丹羽長秀入駐，北邊安排市橋長利、南邊安排水野信元，西方的彥根山也配置河尻秀隆，將佐和山城對外諸口進行封鎖。
在志賀之陣後，織田信長便著手安排拿下佐和山城，在元龜2年（1571年）2月中旬再度揮師2萬包圍佐和山城，磯野員昌雖連忙向淺井家請援，但淺井長政卻未出兵救援，因此在丹羽長秀的勸告下，磯野員昌投降織田家，織田信長改以丹羽長秀入鎮佐和山城，獲得當地5萬貫的領地，磯野員昌回歸在高島郡大溝的領地，而磯野員昌交給淺井家當人質的母親，也在員昌倒戈後被淺井長政處以磔刑。
磯野員昌投降織田家後，太尾城主中島宗左衛門尉自知不敵織田軍，便放棄城池領兵回淺井家本據小谷城，朝妻城主新庄直賴手上兵力僅有250人，面對織田軍的逼近，因此向淺井長政請援，但淺井家遲遲沒有援助，因此新庄直賴也開城投降織田家。